# Экспатриация
Экспатриа́ция (от лат. ex «из» + patria «родина, отечество») — временное или постоянное выдворение человека за пределы страны (его географической или культурной родины), обычно сопряжённое с лишением гражданства, а также прекращение гражданства, в том числе, по желанию гражданина.
Экспатриа́нт — лицо, подвергнутое экспатриации.
Экспа́т (англ. expat сокр. от expatriate, происходит от лат. ex  patria «вне родины») — сленговое название для иностранных специалистов, реже самоназвание.

## Значение понятия
В английском языке термин expatriate используется для обозначения представителей Запада, живущих не в западных странах, хотя иногда он также используется для описания представителей Запада, живущих в других западных странах, например, американцев, живущих в Великобритании или британцев, живущих в Испании.
Также данным термином можно обозначить европейцев, живущих, например, в Объединённых Арабских Эмиратах. Здесь определяющим фактором будет культурная/социоэкономическая связь.
Этот термин может использоваться для обозначения любого человека, живущего в стране, гражданином которой он не является, но, как правило, это не применяется к правительственным чиновникам, находящимся в иностранном государстве.

## История
На протяжении XIX и в первой половине XX века экспатриация широко практиковалась в тоталитарных государствах (Германия, Советский Союз и ряд других). В течение этого времени десятки миллионов людей уезжали в США в поисках лучших условий проживания, работы и свободы из-за притеснений и политического беспорядка в родной стране. Их ожидания часто были излишне завышенными, основанными на слухах о неправдоподобных богатствах. Такие экспатрианты обычно оставались на новом месте на оставшуюся жизнь и из-за либеральных законов об иммиграции в то время позднее получили гражданство в новом месте. Практика предоставления имущественных прав европейским иммигрантам на новых территориях вызывала желание у многих европейских экспатриантов того времени оставаться и создавать свои семьи.
И наоборот, в определённый период времени, многие небольшие группы американцев, численностью в несколько тысяч человек, уезжали в Европу, главным образом в Мюнхен и Париж, для обучения искусству живописи. Генри Джеймс был знаменитым американским писателем, для которого в 1870-х годах домом стала Англия.

## Особенности
Иногда на экспатриантов, вернувшихся в Британию, особенно на их детей, акцент которых кажется странным одноклассникам, их же сограждане смотрят как на иностранцев. Детей экспатриантов часто рассматривают как «детей третьей культуры» или как «взрослых детей третьей культуры». У этих детей зачастую есть паспорта многих государств, они говорят на нескольких языках и затрудняются в определении того, где их «дом».
В то время как европейцы или жители Северной Америки, живущие на Ближнем Востоке и в Азии, могут жениться на местных жителях и иметь детей, большинство не видят никакого преимущества в принятии гражданства стран, где они находятся, обычно потому, что считают своё пребывание там лишь временным, или из-за ограничений в получении двойного гражданства. Однако они могут получить статус постоянно проживающего (вид на жительство).
В странах наподобие Саудовской Аравии многие экспатрианты обязаны жить отдельным сообществом, не смешиваясь с местными населением. В результате этого у проживающих сообществ развились социальные связи с другими отдельными сообществами. В Дубае преимущественное население составляют экспатрианты из стран, наподобие Индии, Пакистана, Бангладеш и Филиппин, и только 3 % составляют экспатрианты из западных стран.

## Известные экспатрианты
Ряд американских литературных светил Соединённых Штатов жили в Париже с конца Первой мировой войны до начала Великой депрессии, включая Эрнеста Хемингуэя, Скотта Фицджеральда, Т. С. Элиота, Эзру Паунда и Гертруду Стайн. Афроамериканская экспатриация в Париж также быстро росла после Первой мировой войны, начиная с чернокожих американских ветеранов, которые предпочли более тонкий расизм Парижа репрессивному расизму и изоляции Соединённых Штатов.
В 1920-х гг. афроамериканские писатели, артисты и музыканты прибыли в Париж и сделали популярным джаз в парижских ночных клубах, это было время, когда Монмартр был известен как «парижский Гарлем». Некоторые выдающиеся афроамериканские экспатрианты, начиная с 1920-х гг.: Жозефина Бейкер, Хью Ленгстон, Ричард Райт, Джеймс Болдуин, Майлз Дэвис, Чарли Паркер.
Другой известной группой экспатриантов было так называемое поколение битников — американских артистов, живущих в других странах в 1950-х и 1960-х годах. Эта группа включала в себя Аллена Гинзберга, Уильяма С. Берроуза, Гарольда Норса, Грегори Корсо и Гари Снайдера. Более позднее поколение экспатриантов также включало в себя джаз-музыкантов 1950-х гг., например, саксофониста Стива Лейси, рок-музыканта 1960-х гг. Джима Моррисона и барда 1970-х Эллиотта Мёрфи.
Многие американские модельеры стали экспатриантами, уехав во Францию и Италию для разработки существующих европейских моделей или с целью расширения собственных коллекций. Такими модельерами стали Делуна Мэрисон, Том Форд, Патрик Келли и Марк Джейкобс.

## Помощь экспатриантам
Международные компании, направляя сотрудников для работы за рубеж, часто проводят тренинги для их супругов, однако лишь немногие компании возмещают потерю доходов супругами сотрудников, направленных на работу за рубеж.
Уровень поддержки различен, от помощи в поиске работы супругам на новом месте до полного обслуживания партнёрскими структурами. Примером проекта, поддерживающего экспатриантов, может служить проект Gracia Arts Project в Барселоне.